# إدوارد جي جونز
إدوارد (تيد) جي جونز (بالإنجليزية: Edward G. Jones)‏‏ (26 مارس 1939 أوبر هات، نيوزيلاند –
6 يونيو 2011، دافيس كاليفورنيا).
عالم أعصاب أمريكي وأخصائي في علم تشريح الأعصاب، رئيس سابق لجمعية علوم الأعصاب، إحدى مساهماته الرئيسية تشمل نظرية النسيج الغشائي (Matrix-Core) في تنظيم المهاد، كما أنه قام بتأليف كتاب ذو قيمة عالية بعنوان المهاد عام 1985.
استقر جونز في كاليفورنيا وعمل كمدير لمركز الأعصاب في جامعة كاليفورنيا دافيس.

## روابط خارجية
- UC Davis صفحة علم الأعصاب على موقع الجامعة
- صفحة مركز علم الأعصاب بجامعة دافيس
- BrainMaps.org, a high-موقع خريطة الدماغ